# Fiorenzo Cimenti
Fiorenzo Cimenti (Meolo, 2 settembre 1900 – Roma, 6 ottobre 1951) è stato un politico italiano.

## Biografia
Bancario, impegnato in politica con la Democrazia Cristiana. È stato deputato all'Assemblea Costituente e poi deputato alla Camera nel 1948 per la I legislatura. Alla sua morte, avvenuta durante la legislatura nell'ottobre del 1951, venne sostituito dal deputato Uberto Breganze.